# Peter Hall
Sir Peter Reginald Frederick Hall (Bury St. Edmunds, 22 november 1930 – Londen, 11 september 2017)  was een Engelse theater-, opera- en filmregisseur, die geldt als een van de belangrijkste en invloedrijkste figuren in de Britse theaterwereld van zijn tijd.

## Leven en werk
Peter Hall had als student Engels aan St Catharine's College (Cambridge) al vele films geregisseerd en geproduceerd toen hij in 1953 afstudeerde. In dat jaar regisseerde hij zijn eerste professionele theaterstuk in het Theatre Royal in Windsor. Tijdens zijn militaire dienst leerde hij Russisch aan de Joint Services School for Linguists.
In 1954 en 1955 werkte hij bij het Oxford Playhouse, met onder anderen de jonge Ronnie Barker. In augustus 1955 regisseerde hij de Engelstalige première van Waiting for Godot van Samuel Beckett in het Arts Theatre in Londen. Hij regisseerde in dat theater van 1956 tot 1959. Gedurende de seizoenen 1957-1959 leidde hij ook producties in Stratford-upon-Avon, waaronder de Shakespeare-stukken Cymbeline (met Peggy Ashcroft), Coriolanus (met Laurence Olivier en Edith Evans) en A Midsummer Night's Dream (met Charles Laughton).
Peter Hall is het meest bekend door zijn werk in de Royal Shakespeare Company, die hij stichtte in 1960 op de leeftijd van 29 jaar. Hij was er artistiek directeur tot 1968. Hij was van 1973 tot 1988 regisseur van het Royal National Theatre. Daarna richtte hij zijn eigen theaterhuis op, de Peter Hall Company. Ook stichtte hij in 2003 het Rose Theatre in Kingston upon Thames.
Ook op operagebied was Hall actief. Hij regisseerde bij onder meer het Royal Opera House Covent Garden (Londen), de Metropolitan Opera (New York) en de Bayreuther Festspiele. Hij leidde van 1984 tot 1990 de Glyndebourne Festival Opera.     

## Eerbewijzen
In 1963 werd hij onderscheiden met de benoeming tot Commandeur in de Orde van het Britse Rijk en werd in 1977 tot ridder geslagen vanwege zijn diensten aan het theater. Hij kreeg een Laurence Olivier Award en hij werd benoemd tot Chancellor van de Kingston Universiteit in 2000.

## Persoonlijk
Peter Hall is vier keer gehuwd geweest, met onder anderen actrice Leslie Caron en sopraanzangeres Maria Ewing. Hij had zes kinderen, die als kind al op de planken stonden en ook in de theater- en filmwereld terechtkwamen:  Jennifer Caron Hall, Rebecca Hall en Emma Hall als actrice, Christopher John Hall als theaterproducent, Edward Hall als regisseur en Lucy Hall als decorontwerper. 
In 2011 trok Hall zich wegens voortschrijdende dementie terug uit het openbare leven. Hij overleed op 86-jarige leeftijd aan longontsteking in een Londens ziekenhuis.

## Selectie van de producties
- The Homecoming (in samenwerking met The Royal Shakespeare Company), 5 januari 1967 - 14 oktober 1967
- Old Times, 16 november 1971 - 26 februari 1972
- Via Galactica (productie Peter Hall), 28 november 1972 - 2 december 1972
- Saturday Sunday Monday (geproduceerd i.s.m. het Royal National Theatre), 21 november 1974 - 30 november 1974
- As You Like It (geproduceerd i.s.m. het Royal National Theatre), 3 december 1974 - 8 december 1974
- The Misanthrope (oorspronkelijk geproduceerd door het Royal National Theatre), 12 maart 1975 - 31 mei 1975
- No Man's Land (oorspronkelijk geproduceerd door het Royal National Theatre), 9 november 1976 - 18 december 1976
- Bedroom Farce (oorspronkelijk geproduceerd door het Royal National Theatre), 29 maart 1979 - 24 november 1979
- Betrayal, 5 januari 1980 - 31 mei 1980
- Amadeus (wereldpremière in het Royal National Theatre), december 1980 - 16 oktober 1983
- The Petition, 24 april 1986 - 29 juni 1986
- Wild Honey, 18 december 1986 - 11 januari 1987
- Orpheus Descending, 24 september 1989 - 17 december 1989
- The Merchant of Venice, 19 december 1989 -10 maart 1990
- Four Baboons Adoring the Sun, 18 maart 1992 - 19 april 1992
- An Ideal Husband, 1 mei 1996 - 26 januari 1997
- Amadeus, 15 december 1999 - 14 mei 2000

## Autobiografisch werk
- Peter Hall's Diaries: the Story of a Dramatic Battle (red. John Goodwin), Hamish Hamilton, 1983; heruitgave Oberon Books, 2000.
- Making An Exhibition of Myself, Sinclair-Stevenson, 1993; herziene druk Oberon Books, 2000.

## Over Peter Hall
- Stephen Fay, Power Play: the Life and Times of Peter Hall. London: Hodder & Stoughton, 1996. ISBN 0340666331.

- Bibsys: 97000916
- Biblioteca Nacional de España: XX934486
- Bibliothèque nationale de France: cb12169699k (data)
- Catàleg d'autoritats de noms i títols de Catalunya: 981058518400106706
- CiNii: DA09300681
- Gemeinsame Normdatei: 119395827
- International Standard Name Identifier: 0000 0001 1833 4269
- Library of Congress Control Number: n83042353
- MusicBrainz: ba81673f-ca2c-45af-b284-4218502e1d00
- Bibliotheek van het Japanse parlement: 00553157
- Nationale Bibliotheek van Tsjechië: xx0151048
- Nationale bibliotheek van Australië: 35163733
- Nationale Bibliotheek van Israël: 987007262236205171
- Nederlandse Thesaurus van Auteursnamen: 073718548
- Istituto Centrale per il Catalogo Unico: UBOV525511
- LIBRIS: 305156
- SNAC: w6hx3bwq
- Système universitaire de documentation: 078999553
- Virtual International Authority File: 64047197
- WorldCat: E39PBJh8VQDvjMhgP9q87Wb68C